# ACE (ファイルフォーマット)
ACEはMarcel Lemkeが開発し、後にe-merge GmbH社が買収したデータ圧縮アーカイブ形式の一つ 。 RARよりもわずかに優れた圧縮率により1999年から2001年ごろに人気となっていた。

## WinAce
e-merge GmbH社が管理するWinAceは、Microsoft WindowsでACEファイルを圧縮および展開するために使用される。インストールすると、ユーザーは登録料を支払うか、「WhenU SaveNow」アドウェアをインストールするかを選択する。e-merge GmbHはDOS用のコマドライン版ACE、Linux(i386)およびMacOS用の「Unace」と呼ばれるフリーウェアのコマンドラインインターフェイス解凍ツールも提供している。
e-merge GmbHは「UnACE.DLL」と呼ばれるフリーウェアの展開DLLなど、開発者向けのライブラリもいくつか提供している。一部のサードパーティアーカイバは、このDLLを使用してACE形式を扱うことができる。
上記のいずれもオープンソースソフトウェアではない。

## その他の実装
古いバージョンのUnace 1.2bはフリーソフトウェアであり、著者のMarcel LemkeによってGPLの下でライセンスされている。しかし、バージョン2.0以降で生成したACEアーカイブを展開することはできない。
ACE 2.0アーカイブをサポートするUnace 2.5の新しいバージョンは、Marcel Lemkeによる制限付きオープンソースライセンスの下で利用できる。 

## サードパーティのサポート
ACEファイルの圧縮技術は独自の情報としてライセンスされており、WinACEのみで利用できるが、展開は多くのサードパーティアーカイバによってサポートされている。ただし、そのほとんどはe-merge GmbHが提供する「Unace.dll」を利用して行っている。

## マルウェアの配布に悪用
少なくとも2015年以来、ACEアーカイブは電子メールでマルウェアを配信するために使用されてきた。 一般的なアーカイブソフトウェアはACEアーカイブを展開できたため、この攻撃の被害を受けることになった。メールフィルター、Webコンテンツフィルター、アンチウイルスソフトウェアなどのセキュリティ製品でのACE形式のサポートは一般に貧弱である。

## セキュリティの脆弱性
2019年2月、 WinRARおよび他のアーカイブ製品で使用されるUnACEv2.dllライブラリにいくつかの主要なセキュリティ脆弱性が見つかった。しかし同DLLは2005年以降アップデートされていない。
これを受けWinRARはACEのサポートを中止した。一方Lhaplusは2019年8月時点でこの問題に対処しておらず、掲載元の一つである窓の杜はACE形式の展開にLhaplusを使わないよう呼びかけるなど、ソフトによって対応がまちまちになっている。